# Le Mesnil-Rouxelin
Le Mesnil-Rouxelin é uma comuna francesa na região administrativa da Normandia, no departamento Mancha. Estende-se por uma área de 4,72 km². Em 2010 a comuna tinha 525 habitantes (densidade: 111,2 hab./km²).